# Rudolftelep
Rudolftelep è un comune dell'Ungheria di 785 abitanti (dati 2001). È situato nella contea di Borsod-Abaúj-Zemplén.